# Baza podataka s cijelim tekstom
Baze podatka s cijelim tekstom je vrsta podatkovne baze prema sadržaju. Tu su zbirke cjelovitih tekstova. Obično su ponuđeni u formatu pdf ili HTML. Tekstovi koji su ponuđeni su članci i ostale vrste radova iz raznih publikacija poput zbornika, elektroničkih časopisa, patenata i dr.